# 무조점

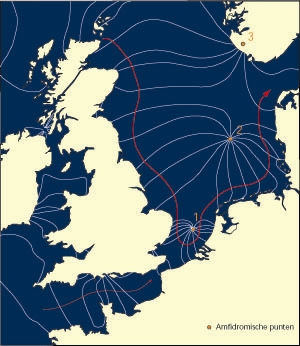

무조점(無潮點)은 조석이 없는 점이며 그 주위를 조석파의 마루가 한 조석 주기 동안에 한 바퀴씩 회전한다. 해역의 형태와 주위의 육지 분포에 따라서는 조석파의 마루와 골이 서로 상쇄되기도 한다. 무조점 주위를 회전하는 조석파는 마치 자전거 바퀴의 축에서 밖으로 뻗어 있는 살처럼 조석파의 마루도 무조점에서 밖으로 멀리 해안까지 뻗어 있다.

## 같이 보기
- 조석 이론